# Dassari, Burkina Faso
Dassari är en ort i Burkina Faso.   Den ligger i provinsen Gnagna Province och regionen Est, i den östra delen av landet, 180 km nordost om huvudstaden Ouagadougou. Dassari ligger 283 meter över havet och antalet invånare är 981.
Terrängen runt Dassari är platt. Runt Dassari är det ganska glesbefolkat, med 24 invånare per kvadratkilometer.. Närmaste större samhälle är Nindaongo, 14,0 km väster om Dassari.
Trakten runt Dassari består i huvudsak av gräsmarker.